# Andrzej Kowalczyk (hydrogeolog)
Andrzej Kowalczyk (ur. 16 lutego 1950 w Krasnosielcu) – polski hydrogeolog, nauczyciel akademicki, profesor nauk o Ziemi, w latach 2008–2016 prorektor ds. nauki i współpracy z gospodarką Uniwersytetu Śląskiego, w kadencji 2016–2020 rektor tej uczelni.

## Życiorys
Studia geologiczne w specjalności hydrogeologia i geologia inżynierska ukończył w 1973 na Wydziale Geologii Uniwersytetu Warszawskiego. Doktorat w zakresie nauk technicznych obronił na Politechnice Wrocławskiej w 1983, zaś stopień doktora habilitowanego nauk o Ziemi uzyskał na Wydziale Nauk o Ziemi UŚ w 2004. 18 kwietnia 2011 otrzymał tytuł profesora nauk o Ziemi.
W latach 1973–1975 pracował jako asystent projektanta w urzędzie wojewódzkim w Olsztynie oraz w przedsiębiorstwie geologicznym w Krakowie. Od 1975 zawodowo związany z Uniwersytetem Śląskim. Pracował jako wykładowca w Algierii – w latach 1986–1987 w Ecole des Mines w Miljanie, a w okresie 1987–1991 w Institut de I’Hydraulique w Szalifie. W 1991 został adiunktem w Katedrze Hydrogeologii i Geologii Inżynierskiej Wydziale Nauk o Ziemi UŚ, w 2007 objął stanowisko profesorskie.
Na Uniwersytecie Śląskim pełnił obowiązki kierownika Zakładu Geologii Inżynierskiej (1998–2004), po czym w 2004 został kuratorem Katedry Hydrogeologii i Geologii Inżynierskiej. Od 2002 do 2005 był prodziekanem ds. studenckich, a następnie do 2008 prodziekanem ds. nauki. Od 2008 przez dwie kadencje był prorektorem ds. nauki i współpracy z gospodarką Uniwersytetu Śląskiego. W marcu 2016 został wybrany na rektora tego uniwersytetu na kadencję 2016–2020.
Specjalizuje się w zakresie hydrogeologii, gospodarki wodnej i geologii środowiskowej. Brał udział w projektach międzynarodowych m.in. w ramach programów ramowych Unii Europejskiej, a także w kilkunastu projektach badawczych Komitetu Badań Naukowych oraz Ministerstwa Nauki i Szkolnictwa Wyższego. Jest autorem i współautorem ponad 110 opracowań naukowych i wdrożeniowych o charakterze prac studialnych, dokumentacyjnych i ekspertyz, wykonanych w ramach współpracy z instytucjami naukowymi, administracją państwową i samorządową oraz przedsiębiorstwami. Członek m.in. Polskiego Komitetu Narodowego Międzynarodowej Asocjacji Hydreogeologów, International Mine Water Association i International Association of Hydrogeologists. Powoływany w skład organów doradczych i naukowych, m.in. zasiadał w radzie naukowej Państwowego Instytutu Geologicznego.
Wyróżniony Złotym Laurem Umiejętności i Kompetencji w dziedzinie nauki i innowacyjności przyznawanym przez Regionalną Izbę Gospodarczą w Katowicach (2015).